# Mōkau River
Mōkau River – rzeka w Nowej Zelandii, na Wyspie Północnej. Ma 158 km długości. Jej źródło znajduje się w paśmie górskim Rangitoto Range, na południe od miasta Te Kūiti. Rzeka płynie w kierunku południowo-zachodnim, uchodzi do zatoki North Taranaki Bight na Morzu Tasmana po zachodniej stronie wyspy. Nazwa rzeki pochodzi z języka maoryskiego i oznacza w dosłownym tłumaczeniu kręty strumień. W czasach przedkolonialnych rzeka wyznaczała granicę między obszarami plemion Tainui i Taranaki. Jest żeglowna na odcinku 40 km, do położonych nad nią kopalni węgla.